# Charles Nicholas Aubé
Charles Nicholas Aube fue un médico y entomólogo francés nacido 6 de mayo de 1802 en París. Murió en Crépy el 15 de octubre de 1869.
Aubé estudió en la escuela de Farmacia en París, uniéndose en incursiones de botánica organizadas por sus miembros y por el Museo.
Obtuvo su diploma en 1824, se casó con una hermana de Gustave Planche (1808-1857) en 1826.
Comenzó los estudios en Medicina en 1829 obtuvo el título de Doctor en 1836 con una tesis sobre "La tempestad" (sarna).
Fue miembro fundador de la Sociedad Entomológica de Francia de la que fue "dirigente" o director en 1842 y 1846
Trabajó en ciertos grupos de Coleoptera de las publicaciones de Pierre François Marie Auguste Dejean (1780-1845).
Su colección está preservada por la Sociedad Entomologique.

## Obra
- Catálogo de Coléoptères de la colección de Auguste Dejean (1825 -) con el Pierre François Marie Auguste Dejean
- Pselaphiorum monographia cum synonymia extricata Magasin de Zoologie Guérin de 1833 (París)[1]